# Овчинников, Владимир Николаевич (звукорежиссёр)
Влади́мир Никола́евич Овчи́нников (22 апреля 1962, Москва, СССР — 6 января 2023, Москва, Россия) — российский звукорежиссёр, музыкальный продюсер. Заведующий кафедрой звукорежиссуры ГИТИСа (2017—2022). В основном специализировался на жанре поп-рок, но сотрудничал также и с группами тяжёлого рока, и с исполнителями академической музыки.

## Биография
Владимир Овчинников родился 22 апреля 1962 года под Москвой. Учился в московской общеобразовательной школе № 927, потом заочно окончил Ленинградский институт звукоинженеров. В 1987 году устроился работать в «Мосфильм» инженером и техником, получив самое современное на тот момент оборудование, был ассистентом у многих отечественных и приезжавших зарубежных звукорежиссёров. Сотрудничал с японскими аниматорами, записывая музыку для мультфильмов студии TOI, сводил музыку для художественных фильмов и компьютерных игр фирмы Sony. Через какое-то время стал самостоятельным звукорежиссёром, при этом первой его индивидуальной работой были дебютные альбомы Найка Борзова и группы «Маша и медведи». Позже Овчинников познакомился с продюсером Леонидом Бурлаковым, через него получил заказ на сведение первых альбомов Земфиры, сотрудничал с группой «Мумий Тролль», в том числе и на концертах, помогал многим молодым коллективам, в основном играющим в жанре поп-рок.
В 2000-х активно сотрудничал с лейблом Real Records, например, записывал альбомы популярной рок-группы «Город 312». За сведение их альбома «Вне зоны доступа» в 2007 году был номинирован на премию ShowTex Awards. Позже записывал альбомы для Пелагеи, «Любэ», «Танцев минус», «Ундервуда», «Зверей», «Арии», «Мегаполиса», «Ночных снайперов», «Смысловых галлюцинаций», «Ва-Банка», в продолжение сотрудничества с Бурлаковым сделал дебютные диски продюсируемых им групп, например, группы «Братья Грим». Делал мастеринг последнего прижизненного альбома Пьера Мерлена Pentanine. В 2009 году в качестве звукорежиссёра участвовал в записи рок-оперы «Мастер и Маргарита» певца и композитора Александра Градского. К Овчинникову обращались такие известные музыканты как Игорь Бутман, Григорий Лепс, Олег Митяев, Гарик Сукачёв, Павел Кашин.
С 2011 года преподавал на открывшемся звукорежиссёрском факультете ГИТИСа, обучая студентов специальности «звукорежиссёр развлекательных шоу и праздников». С 2017 года руководил кафедрой звукорежиссуры ГИТИСа. В последнее время участвовал в записи нескольких отечественных альбомов, в частности, альбома «Огненный лёд» группы «Николай Коперник».
В работе обычно использовал пульт SSL 4040G, магнитофон Studer A-820, конвертер для оцифровки Apogee AD8000, листовой ревербератор EMT, пружинный ревербератор Masterroom, цифровой ревербератор EMT251 и программное обеспечение Pro Tools. Предпочитал производить запись на аналоговой технике, особенно звук барабанов и бас-гитары, а потом уже конвертировать полученный материал в цифровые данные. Помимо своего основного занятия, записи, сведения и мастеринга музыки, также проводил консультации при конструировании студий звукозаписи. Был женат, есть трое детей. Исповедовал православие.
На протяжении долгого времени боролся с заболеванием крови.
Скончался 6 января 2023 года в Москве на 61-м году жизни.